# Ґліняни (ґміна)
Ґліняни (пол. Gliniany) — колишня (1934—1939 рр.) сільська гміна Перемишлянського повіту Тарнопольського воєводства Польської республіки (1918—1939) рр. Центром гміни було місто Глиняни, яке не входило до її складу.
1 серпня 1934 р. було створено гміну Гліняни у Перемишлянському повіті. До неї увійшли сільські громади: Якторув, Кшивіце, Полюхув Вєлькі, Пшегноюв, Розвожани, Словіта, Замосцє, Зенюв.
У 1934 р. територія гміни становила 102,2 км². Населення гміни станом на 1931 рік становило 8 901 особа. Налічувалось 1 747 житлових будинків.
В 1940 р. гміна ліквідована у зв'язку з утворенням Глинянського району.